# پتاسیم سالیسیلات
پتاسیم سالیسیلات (به انگلیسی: Potassium salicylate) یک ترکیب شیمیایی با شناسه پاب‌کم ۱۱۳۵۵ است. 